# North Billings (Dakota del Norte)
North Billings es un territorio no organizado ubicado en el condado de Billings en el estado estadounidense de Dakota del Norte. En el Censo de 2010 tenía una población de 467 habitantes y una densidad poblacional de 0,22 personas por km².

## Geografía
North Billings se encuentra ubicado en las coordenadas 47°7′32″N 103°20′47″O / 47.12556, -103.34639. Según la Oficina del Censo de los Estados Unidos, North Billings tiene una superficie total de 2095.31 km², de la cual 2087.9 km² corresponden a tierra firme y (0.35%) 7.4 km² es agua.

## Demografía
Según el censo de 2010, había 467 personas residiendo en North Billings. La densidad de población era de 0,22 hab./km². De los 467 habitantes, North Billings estaba compuesto por el 99.79% blancos, el 0% eran afroamericanos, el 0% eran amerindios, el 0% eran asiáticos, el 0% eran isleños del Pacífico, el 0.21% eran de otras razas y el 0% pertenecían a dos o más razas. Del total de la población el 0.21% eran hispanos o latinos de cualquier raza.